# مايك ليندسي
مايك ليندسي (بالإنجليزية: Mike Lindsay) هو رامي القرص بريطاني، ولد في 2 نوفمبر 1938 في غلاسكو في المملكة المتحدة.

## وصلات خارجية
- مايك ليندسي على موقع أوليمبيديا (الإنجليزية)
- مايك ليندسي على موقع اللجنة الأولمبية البريطانية (الإنجليزية)